# Hofs (Ottobeuren)

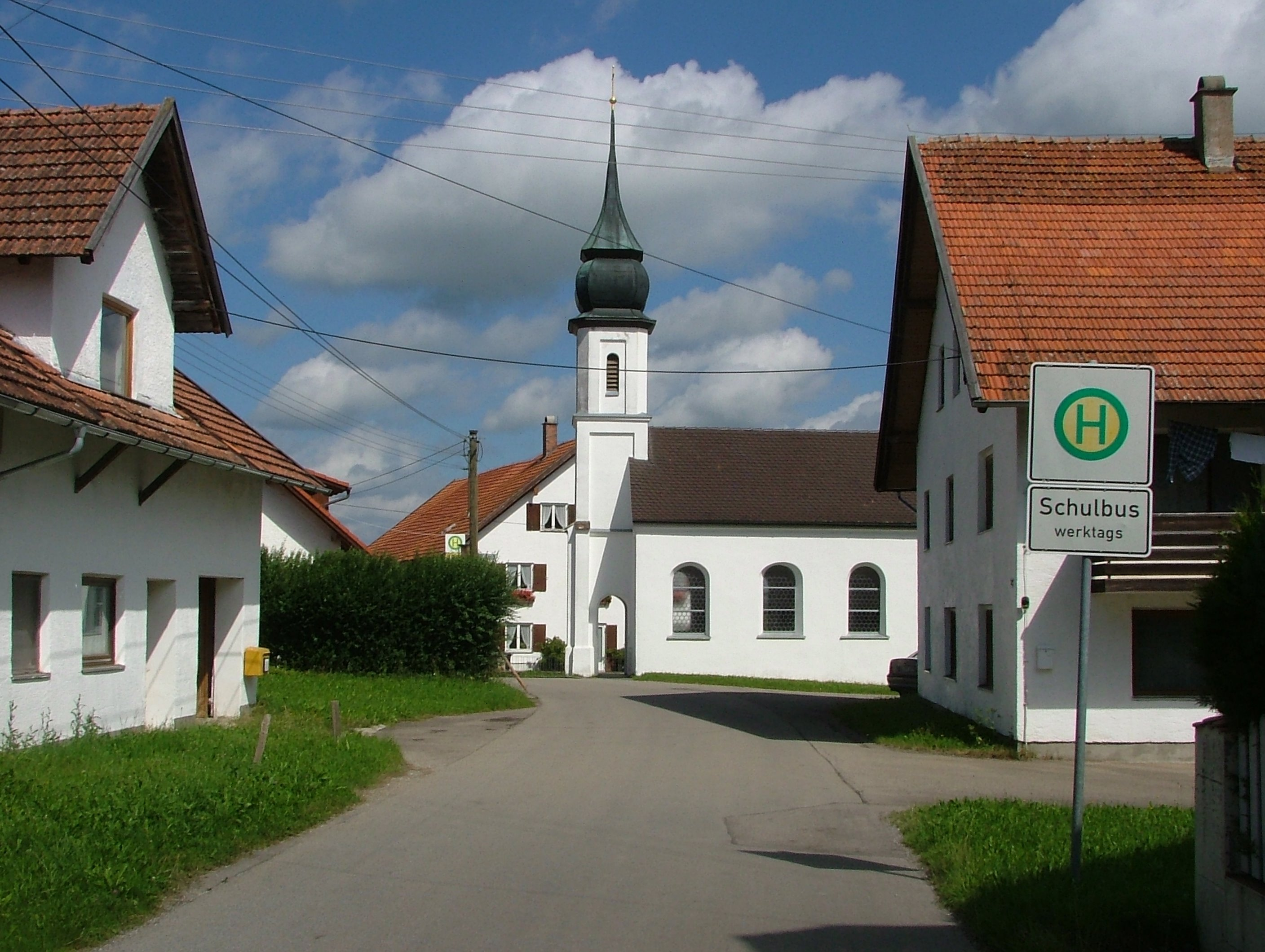
Kapelle St. Leonhard in Hofs

Hofs ist ein Gemeindeteil des oberschwäbischen Marktes Ottobeuren im Landkreis Unterallgäu.

## Geografie
Das Dorf Hofs liegt etwa vier Kilometer östlich von Ottobeuren in der Gemarkung Betzisried. Der Ort ist über die Staatsstraße 2030 mit dem Hauptort verbunden.

## Geschichte
Die Siedlung wurde erstmals 1517 urkundlich erwähnt. 1564 hatte der Ort 101, 1811 auf neun Anwesen mit zehn Feuerstellen 68 Einwohner, 1987 waren es 60 Einwohner. Im Zuge der Gebietsreform in Bayern kam der Ort durch die Eingliederung der Gemeinde Betzisried am 1. Januar 1972 zum Markt Ottobeuren.

## Baudenkmäler
Um 1800 wurde die Leonhardskapelle erbaut. In ihr befindet sich ein Kruzifix mit Maria und Johannes aus der Zeit um 1770.